# Aega bicarinata
Aega bicarinata är en kräftdjursart som beskrevs av Leach 1818. I den svenska databasen Dyntaxa används istället namnet Aega stroemii. Aega bicarinata ingår i släktet Aega och familjen Aegidae. Arten är reproducerande i Sverige. Inga underarter finns listade i Catalogue of Life.